# Juan Piña
Juan de la Cruz Piña Valderrama (San Marcos, Sucre, 18 de junio de 1951), más conocido como Juan Piña, es un cantante y compositor colombiano, reconocido por sus múltiples discos y ser ganador del Congo de Oro del carnaval de Barranquilla.  
Nació en el barrio San José del municipio de San Marcos, Colombia, el 18 de junio de 1951. Sus padres fueron Juan de la Cruz Piña y Blanca Rosa Valderrama. Es padre de siete hijas.
El 15 de noviembre de 2012 obtuvo el Grammy Latino por su trabajo "Le canta a San Jacinto" en la categoría Mejor Cumbia y Vallenato, en la que competía contra Omar Geles, Diomedes Díaz y Álvaro López; Silvestre Dangond y Juancho de la Espriella, y Jorge Celedón y Jimmy Zambrano. Anteriormente había ganado el Congo de Oro en 1980, 1981, 1983 y 1993.

## Biografía
Se inició siendo muy niño en la orquesta "Juan Piña y sus Muchachos" que fundó su padre en 1962, cuando graba su primer disco como corista. Luego hace parte de la Orquesta de Los Hermanos Martelo, hace coros con El Binomio de Oro al lado de Rafael Orozco, su compadre y amigo cercano. Después decide fundar, con su medio hermano Carlos, la Orquesta de los Hermanos Piña más conocida como "La Revelación", con la cual se vuelven figuras del carnaval de Barranquilla.
Con su aguda, pero potente voz, hizo universal la música sanmarquera. También ha hecho aportes a la música vallenata junto a los acordeoneros Juancho Rois, Ismael Rudas, Julián Rojas, "Pangue" Maestre y Jesualdo Bolaños. Acompañó en muchas grabaciones al Binomio de Oro y fue notable corista en grabaciones emblemáticas de Joe Arroyo.

## Congos de Oro
Otorgado en el Festival de Orquestas del Carnaval de Barranquilla:
| Año  | Trabajo nominado | Categoría         | Resultado |
| ---- | ---------------- | ----------------- | --------- |
| 1980 | Juan Piña        | Conjunto          | Ganador   |
| 1981 | Juan Piña        | Conjunto Tropical | Ganador   |
| 1983 | Juan Piña        | Conjunto Tropical | Ganador   |
| 1993 | Juan Piña        | Grupo Folclórico  | Ganador   |

## Grammy Latino
| Año  | Trabajo nominado              | Categoría                     | Resultado |
| ---- | ----------------------------- | ----------------------------- | --------- |
| 2012 | Le Canta a San Jacinto        | Mejor álbum cumbia/ vallenato | Ganador   |
| 2018 | La Elegancia De La Música     | Mejor álbum cumbia/ vallenato | Nominado  |
| 2019 | Para mis maestros con respeto | Mejor álbum cumbia/ vallenato | Nominado  |